# Le Chemin de fer Berlin-Potsdam
Le Chemin de fer Berlin-Potsdam est une peinture à l'huile sur toile de la première phase créative d'Adolph von Menzel datant de 1847. Dans un style de peinture anticipant l'impressionnisme, Menzel représente un tronçon du chemin de fer Berlin-Potsdam, ouvert en 1838, au sud-ouest du centre-ville de Berlin. C'est le premier tableau de la peinture allemande à représenter un train de chemin de fer dans un paysage. L'œuvre fait partie de la collection de l'Alte Nationalgalerie de Berlin depuis 1899.

## Description et interprétation

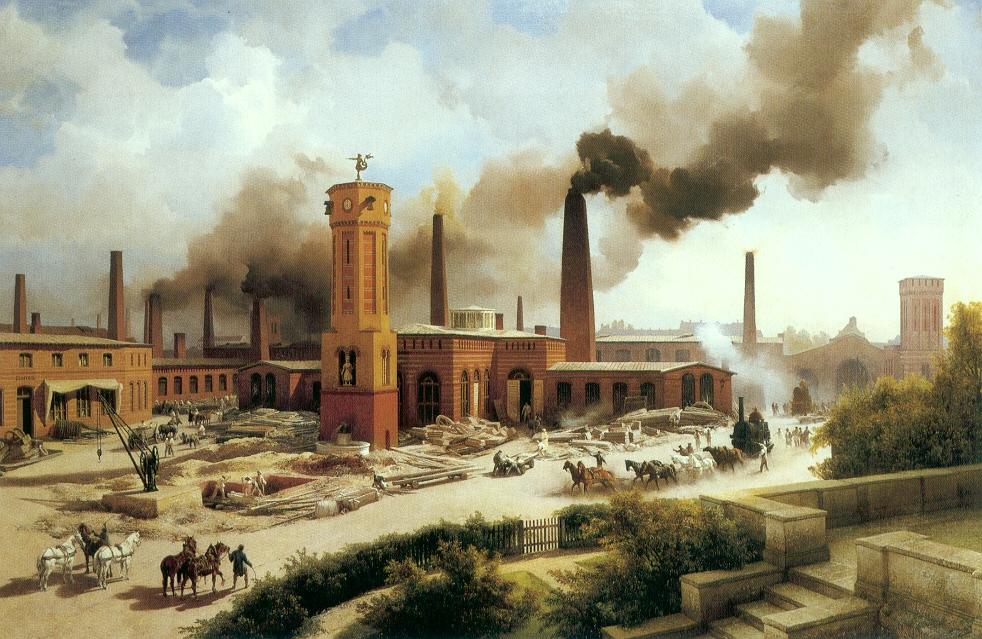
Karl Eduard Biermann, Die Borsigsche Maschinenbau-Anstalt, musées d'État de Berlin, 1847.

Topographiquement, l'image ne représente pas exactement la courbe vers le sud-ouest du chemin de fer à voie unique Berlin-Potsdam, la première ligne en Prusse, près de l'actuel Gleisdreieck. Le point de vue du peintre se situe à peu près à l'élévation près de la Schöneberger Großgörschenstraße, au sud de la ligne. La zone est encore sous-développée à l'époque, mais est déjà destinée à la grande expansion de Berlin et semble donc désolée après l'abandon de l'exploitation agricole et horticole. Le tableau est dominé à mi-hauteur par un groupe d'arbres sombres qui semble être extrêmement grand. La silhouette du centre-ville de Berlin est visible à l'horizon, les deux dômes sont la cathédrale allemande de Berlin et la cathédrale française de Berlin sur Gendarmenmarkt, bien que le coup de pinceau superficiel de Menzel n'y fasse qu'allusion.
Menzel est le premier artiste en Allemagne à reconnaître ce terrain vague devant les portes de la ville comme un motif pictural au début de l'industrialisation, avec son chemin de fer comme moyen de transport et de déplacement. La voie ferrée a changé l'ancienne zone rurale. La technologie moderne au début de la révolution industrielle a des connotations positives. La fumée, la vapeur et la vitesse de la locomotive et de son train créent une interaction atmosphérique voulue dans la peinture de Menzel. Cependant, l'aspect purement technique passe au second plan dans ce tableau au profit de l'effet atmosphérique. Il contraste complètement avec une peinture créée par l'ami peintre de Menzel, Karl Eduard Biermann, la même année, pour le compte de la Lokomotivfabrik Borsig. Le tableau de Biermann montre non seulement la fumée des usines de manière réaliste, mais aussi le transport d’une nouvelle locomotive par attelage à cheval sur le site de l’usine qui, à l'époque, n'avait pas d'embranchement ferroviaire (Die Borsigsche Maschinenbau-Anstalt, 1847, Musées d'État de Berlin).

## Contexte et histoire

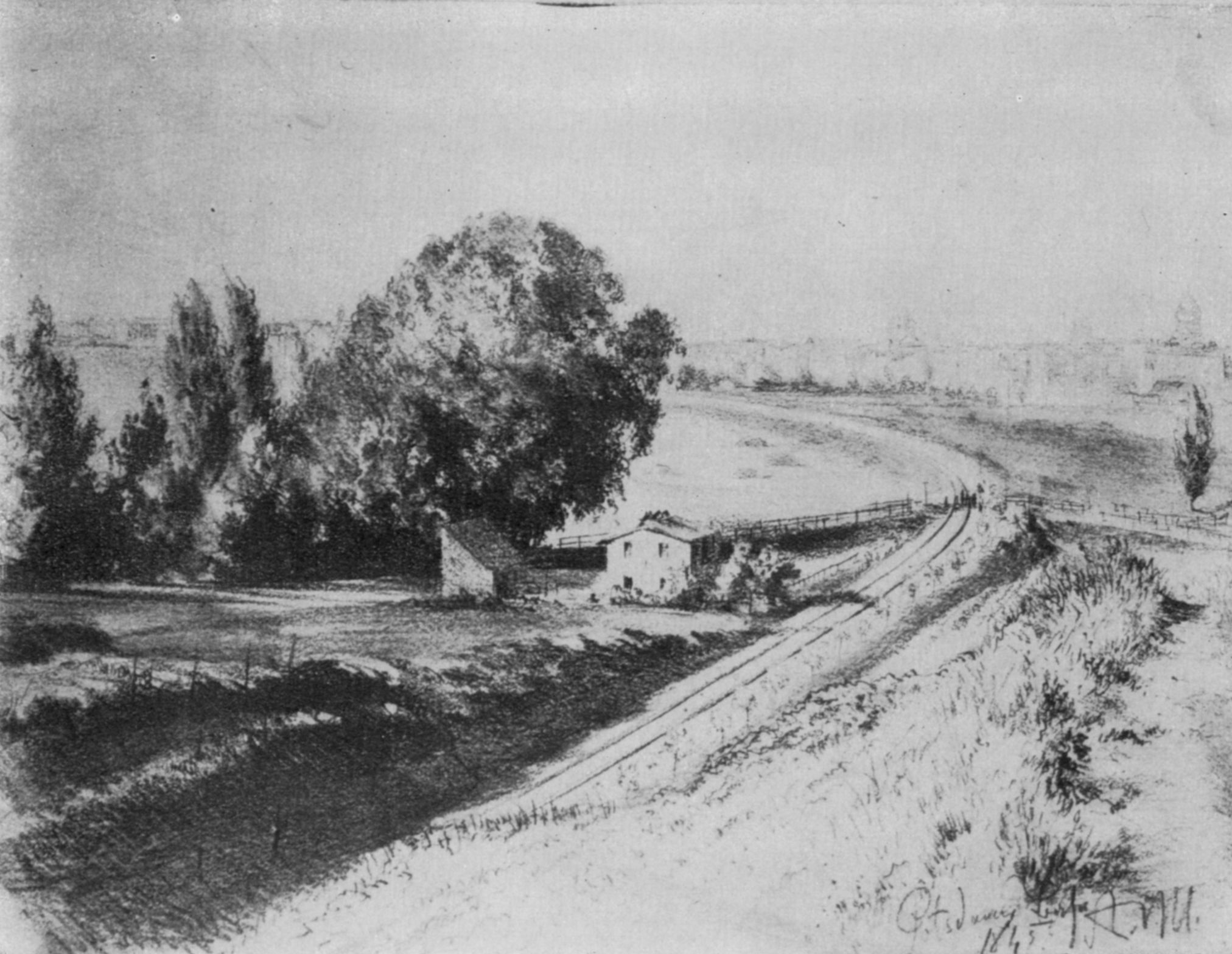
Dessin au crayon de 1845, considéré comme une étude préliminaire pour le tableau. Menzel représente la voie sans train, mais avec un groupe de personnes sur le passage à niveau.

Dans les années 1840, Menzel réalise plusieurs peintures sur le thème des chemins de fer, dont Vue de l'Anhalter Bahnhof au clair de lune (1846, Musée Oskar Reinhart « Am Stadtgarten », Winterthour). Un dessin au crayon de 1845 conservé au Kupferstichkabinett Berlin peut être considéré comme un précédent et une étude pour ce tableau, mais il ne montre pas de train sur la voie. Menzel connaissait le chemin de fer depuis les années 1830, lorsqu'il eut l'occasion de travailler comme lithographe dans l'atelier de son père, copiant des motifs ferroviaires anglais, dont certains étaient basés sur des modèles de Thomas Talbot Bury (1811-1877). À 17 ans, Menzel a eu l'occasion de produire une lithographie montrant deux wagons de chemin de fer anglais pour le Berliner Kinderwochenblatt du 7 octobre 1832.
La peinture est la seule représentation de Menzel d'un chemin de fer dans un paysage. Le tableau de William Turner Pluie, Vapeur et Vitesse (National Gallery) a été peint trois ans plus tôt. Menzel connaissait probablement sa composition car elle a été commentée à Berlin, bien qu'avec prudence. Contrairement à Turner, dont l'image romanesque et rêveuse exagère la réalité jusqu'au surnaturel et culmine dans une vision, Menzel reste prosaïque et dépeint une situation. Plus tard, il traitera de manière réaliste la représentation des voyageurs dans un compartiment, par exemple, avec Homme bâillant dans un coupé de chemin de fer (1859, peinture au pastel, Kupferstichkabinett Berlin) et une gouache intitulée Voyage à travers la belle nature de 1892 (collection privée),.
Adolph Menzel avait un ami à Potsdam, le médecin militaire Wilhelm Puhlmann, qu'il visitait souvent en train et à qui il offrit ce tableau. Après la mort de Puhlmann en 1882, ses héritiers le revendirent au collectionneur d'estampes de Brême Hermann Henrich Meier junior, qui l'échangea contre des estampes et des lithographies du cycle de Menzel L'Armée de Frédéric le Grand. Il s'est ensuite retrouvé sur le marché de l'art berlinois. Hugo von Tschudi, le directeur de la Galerie nationale de Berlin, a été pris en photo avec le tableau de Menzel et l'a acheté en 1899 au marchand d'art R. Wagner, le seul de la première période de l’artiste parce qu'il a reconnu qu'il s'agissait d'une peinture spéciale qui anticipait déjà les éléments caractéristiques de l'impressionnisme français ultérieur. Cela est particulièrement évident dans les coups de pinceau rapides qui ne permettent aucun détail réaliste, dans l'application de peinture, principalement brun sépia, l'utilisation de la lumière et dans la légère imprécision topographique de la composition qui rend difficile l'identification des bâtiments individuellement.
Julius Meier-Graefe a écrit à propos du tableau en 1906 : « On a attribué au tableau dans un premier élan plus de charmes que l’auteur n’en a mis », et continue, « ... comparé à la peinture lisse de peintures plus familières, c'est immensément apaisant ; mais l'ensemble est trop pauvre. » Les historiens de l'art d'aujourd'hui, en revanche, considère la peinture comme un chef-d'œuvre, quoiqu'avec des interprétations différentes. Sigrid Achenbach le considère comme un « point culminant de l'art allemand ». Contrairement à la plupart des autres opinions, selon lesquelles Adolph Menzel était assez attaché au progrès technique et donc au chemin de fer, Hajo Düchting et Karin Sagner-Düchting estiment que la peinture traduit un « malaise face au progrès technique » associé à l'ère industrielle naissante.

## Expositions (sélection)
- Internationale Kunstausstellung, Düsseldorf, Palais municipal des arts, du 1er mai au 23 octobre 1904
- Jahrhundertausstellung deutscher Kunst, exposition d'art allemand de la période 1775-1875, Königliche National-Galerie Berlin janvier à mai 1906
- Adolf Menzel. Pour le 120e anniversaire et 30 anniversaire de la mort de l'artiste. Académie prussienne des arts, Nationalgalerie, Berlin, février à mars 1935
- Un millénaire d'art allemand. Chefs-d'œuvre des musées de Berlin. musée de Wiesbaden, juin à août 1952
- Panorama berlinois. Kunsthaus, Zurich, avril 1959 et Panorama Berlinois. Vu par les peintures 1750-1950. Galerie Creuze, Paris, du 18 avril au 14 mai 1961
- Adolph Menzel, 1815-1905, entre romantisme et impressionnisme. National Gallery of Art, Washington, DC, 15 septembre 1996 au 5 janvier 1997
- Menzel et Berlin. Un hommage. Kupferstichkabinet, Berlin, 11 mars au 5 juin 2005
- L'art à l'ère de la vapeur. Walker Art Gallery, Liverpool, 18 avril au 10 août 2008